# 佐賀若駒賞
佐賀若駒賞（さがわかこましょう）は、佐賀県競馬組合が佐賀競馬場で施行する地方競馬の重賞競走である。正式名称は「佐賀県馬主会杯 佐賀若駒賞」。

## 概要
佐賀デビューの明け3歳馬により1月に行われる重賞競走である。
本競走は2014年にサラブレッド系3歳佐賀デビュー馬限定のオープン特別として創設され、同年はダート2000mで施行された。
2015年より開催時期が1月に移動、施行距離もダート1800mに変更された。
2023年からは準重賞となり、かつ施行距離がダート1750mに短縮。2024年より佐賀競馬3歳路線の整備の一環で重賞に格上げされた。

### 条件・賞金等（2024年）
出走条件
サラブレッド系3歳、佐賀所属（佐賀デビュー限定）
負担重量
定量。56kg、牝馬2kg減。
賞金額
1着400万円、2着140万円、3着80万円、4着60万円、5着40万円、着外8万円。
副賞
佐賀県馬主会会長賞、佐賀県知事賞、佐賀県競馬組合管理者賞。

## 歴代優勝馬

### 特別競走時
| 施行日        | 優勝馬           | 性齢 | 所属 | タイム | 優勝騎手 | 管理調教師 | 馬主                      |
| ------------- | ---------------- | ---- | ---- | ------ | -------- | ---------- | ------------------------- |
| 2014年3月16日 | ミスタージャック | 牡3  | 佐賀 | 2:18.6 | 田中学   | 東眞市     | 藤木敏則                  |
| 2015年1月3日  | ソウルケンシ     | 牡3  | 佐賀 | 2:00.2 | 吉田順治 | 三小田幸人 | 林田憲次                  |
| 2016年1月2日  | ハクユウベリー   | 牝3  | 佐賀 | 2:04.0 | 石川慎将 | 真島元徳   | （株）H.Iコーポレーション |
| 2017年1月2日  | ハクユウロゼ     | 牝3  | 佐賀 | 2:00.7 | 山口勲   | 東眞市     | （株）H.Iコーポレーション |
| 2018年1月2日  | エスワンノホシ   | 牡3  | 佐賀 | 2:02.6 | 山口以和 | 手島勝利   | 満岡昭洋                  |
| 2019年1月5日  | ローズカラー     | 牝3  | 佐賀 | 2:02.2 | 竹吉徹   | 古賀光範   | 竹原孝昭                  |
| 2020年1月4日  | ミスカゴシマ     | 牝3  | 佐賀 | 1:58.7 | 石川慎将 | 平山宏秀   | 上村裕希                  |
| 2021年1月5日  | ムーンオブザボス | 牡3  | 佐賀 | 2:01.7 | 川島拓   | 土井道隆   | 木稲安則                  |
| 2022年1月5日  | ザビッグレディー | 牝3  | 佐賀 | 2:02.9 | 飛田愛斗 | 三小田幸人 | 平本敏夫                  |

### 準重賞時
| 施行日       | 距離  | 優勝馬           | 性齢 | 所属 | タイム | 優勝騎手 | 管理調教師 | 馬主     |
| ------------ | ----- | ---------------- | ---- | ---- | ------ | -------- | ---------- | -------- |
| 2023年1月5日 | 1750m | ミヤノウッドリー | 牝3  | 佐賀 | 1:58.3 | 山口勲   | 東眞市     | 宮副敏明 |

### 重賞格付け後
| 回次  | 施行日       | 距離  | 優勝馬           | 性齢 | 所属 | タイム | 優勝騎手 | 管理調教師 | 馬主                     |
| ----- | ------------ | ----- | ---------------- | ---- | ---- | ------ | -------- | ---------- | ------------------------ |
| 第1回 | 2024年1月6日 | 1750m | トゥールリー     | 牡3  | 佐賀 | 1:58.6 | 山口勲   | 北村欣也   | （株）本城               |
| 第2回 | 2025年1月5日 | 1750m | ハクアイアシスト | 牝3  | 佐賀 | 1:57.7 | 山口勲   | 東眞市     | (株) H.Iコーポレーション |

### 各回競走結果の出典
- 佐賀若駒賞　歴代優勝馬 - 地方競馬全国協会
- JBISサーチ
  - 2014年、2015年、2016年、2017年、2018年、2019年、2020年、2021年、2022年、2023年、2024年、2025年